# 小行星20394
小行星20394（20394 Fatou）是一颗绕太阳运转的小行星，为主小行星带小行星。该小行星于1998年6月28日发现。

## 轨道参数
小行星20394的轨道半长轴为3.1274820 UA，离心率为0.142。